# Прапор Азербайджанської РСР
Державний прапор Азербайджанської Радянської Соціалістичної Республіки — символ державного суверенітету Азербайджанської РСР, непорушного союзу робітників, селян та інтелігенції, дружби та братерства трудящих усіх національностей республіки, що будують комуністичне суспільство.

## Опис
Державний прапор Азербайджанської РСР являє собою прямокутне полотнище, яке складається з двох горизонтально розташованих кольорових смуг: верхньої, червоного кольору, що становить три чверті ширини; та нижньої, синього кольору, що становить одну четверту ширини прапора, з зображенням у верхньому лівому куті червоної смуги, у древка, золотих серпа та молота і над ними червоної п'ятикутної зірки, обрамленої золотою каймою. Відношення ширини прапора до його довжини 1:2. 

## Галерея

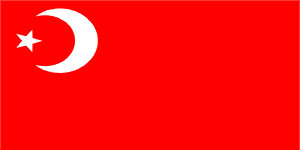
Прапор Азербайджанської РСР в 1920-1921
Прапор Азербайджанської РСР в 1920-1921
Прапор Азербайджанської РСР в 1921-1922
Прапор Азербайджанської РСР в 1921-1922
Прапор Азербайджанської РСР після 30 грудня 1922
Прапор Азербайджанської РСР до 1930
Прапор Азербайджанської РСР в 1930-1937
Прапор Азербайджанської РСР в 1937-1939
Прапор Азербайджанської РСР в 1939-1952
Прапор Азербайджанської РСР в 1952-1991